# کنور توماس
کنور توماس (انگلیسی: Conor Thomas؛ زادهٔ ۲۹ اکتبر ۱۹۹۳) بازیکن فوتبال حرفه‌ای انگلستان است که در خط میانی در لیگ دو فوتبال انگلستان در باشگاه فوتبال چلتنهام تاون بازی می‌کند.
از باشگاه‌هایی که در آن بازی کرده‌است می‌توان به باشگاه فوتبال کاونتری سیتی و باشگاه فوتبال لیورپول اشاره کرد.
وی همچنین در تیم‌های ملی فوتبال زیر ۱۷ و ۱۸ سال انگلستان بازی کرده‌است.